# Montecastello
Montecastello là một đô thị ở tỉnh Alessandria trong vùng Piedmont của Italia, có vị trí cách khoảng 80 km về phía đông của Torino và khoảng 6 km về phía đông bắc của Alessandria. Tại thời điểm ngày 31 tháng 12 năm 2004, đô thị này có dân số 352 người và diện tích là 7,6 km².
Montecastello giáp các đô thị: Alessandria, Bassignana, Pecetto di Valenza, Pietra Marazzi, Piovera, và Rivarone.